# Giuseppe Petito
Giuseppe Petito (* 25. Februar 1960 in Civitavecchia) ist ein ehemaliger italienischer Radrennfahrer und nationaler Meister im Radsport.

## Sportliche Laufbahn
Petito war im Straßenradsport aktiv. Sein erster bedeutender Erfolg war der Sieg bei der italienischen Meisterschaft im Straßenrennen der Amateure 1979. 1979 gewann er auch die Trofeo Gianfranco Bianchin. 1980 startete er im Straßenrennen der Olympischen Sommerspiele in Moskau und wurde als 27. klassiert. 1981 wurde er Berufsfahrer im Team Santini-Selle Italia. Er gewann eine Etappe der Schweden-Rundfahrt und wurde Zweiter der Rundfahrt. Im selben Jahr fuhr er seinen ersten Giro d’Italia, den er insgesamt zehnmal bestritt. Der 55. Rang 1984 war bei allen seinen Teilnahmen das beste Ergebnis in der Gesamtwertung. 1983 gewann er eine Etappe der Vuelta a España (die er viermal fuhr), ein Jahr später siegte er bei der Trofeo Laigueglia. 1987 gewann er den Giro di Campania. Die Tour de France bestritt er 1986 (schied auf der 13. Etappe aus) und 1994, wo er ebenfalls vorzeitig ausstieg. Sein bestes Ergebnis bei den Monumenten des Radsportes war der achte Platz beim Rennen Mailand–San Remo 1986. Petito war bis 1996 als Profi aktiv.